# Longleat House

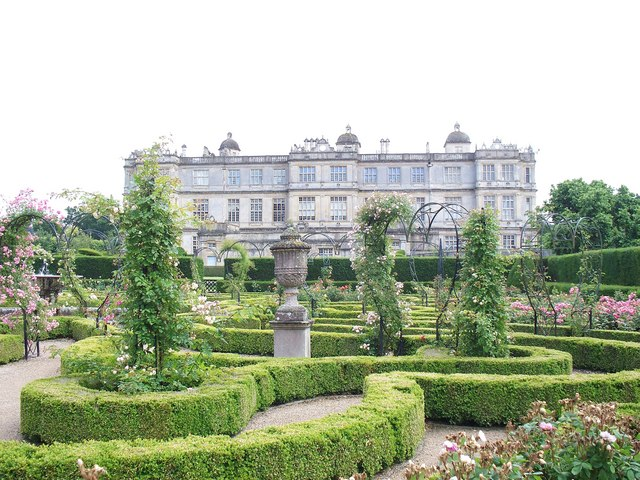
Longleat House e il giardino circostante

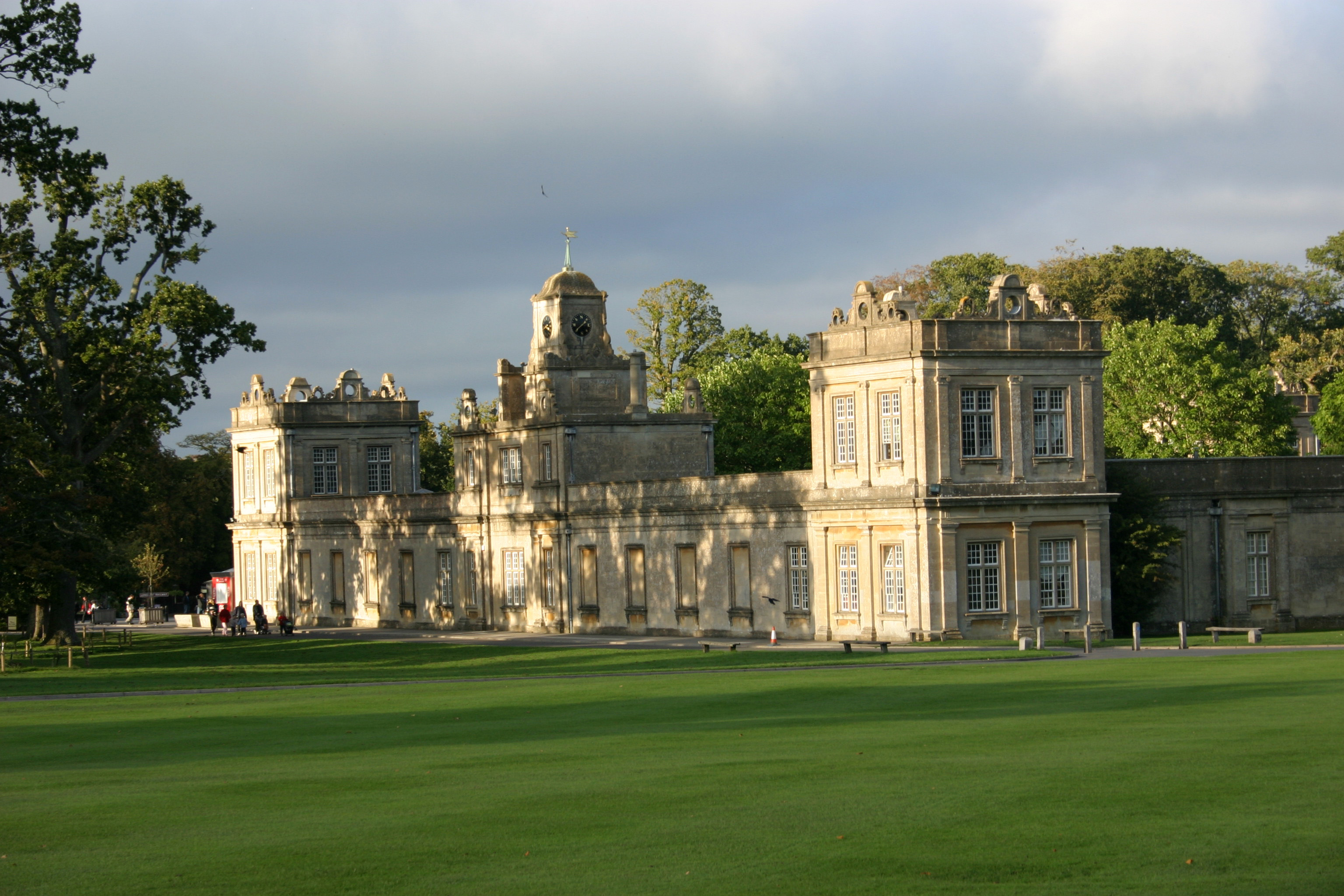
Veduta di Longleat House

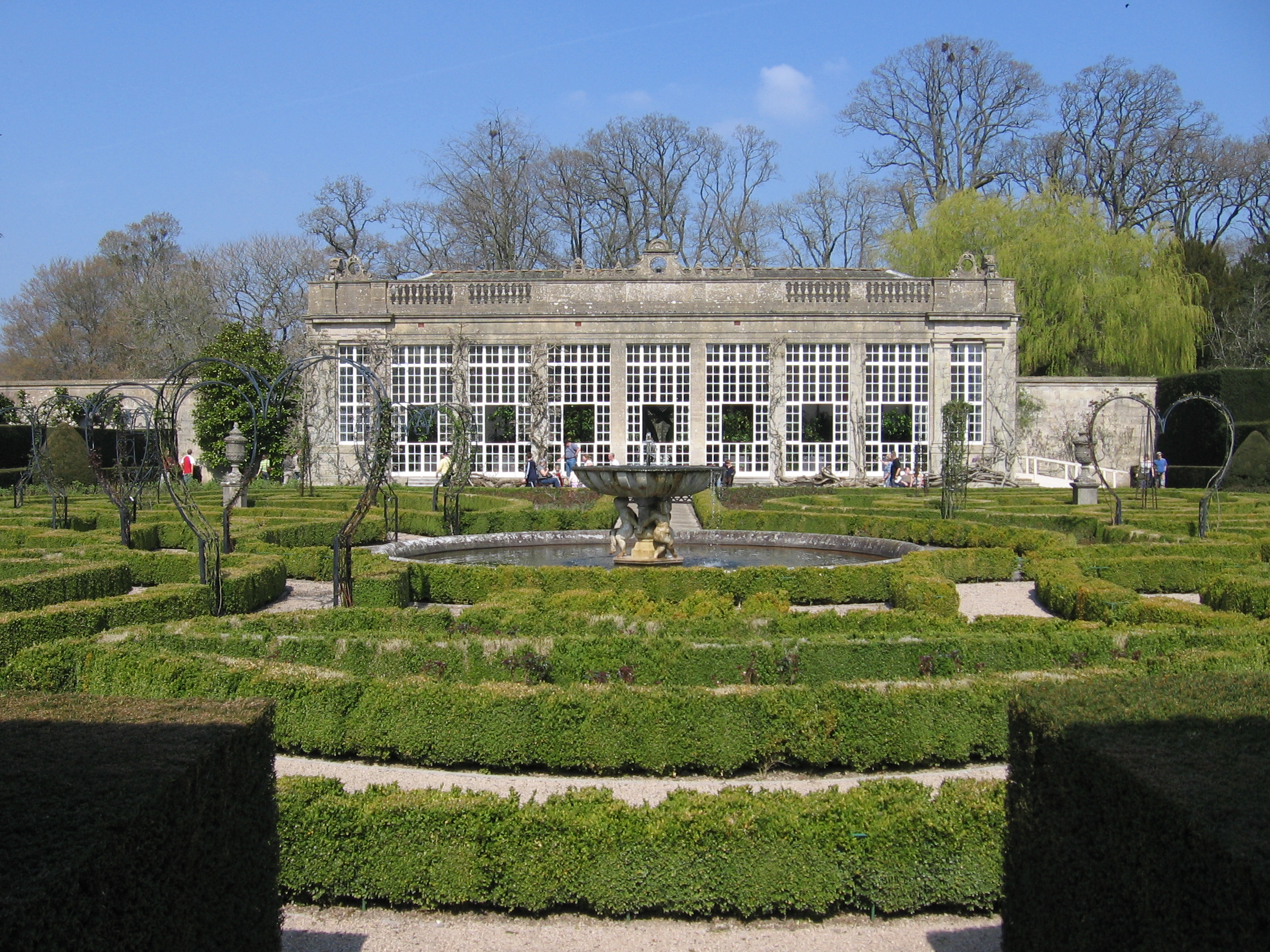
L'orangérie e il labirinto

Longleat House è uno storico palazzo in stile elisabettiano situato tra i villaggi inglesi di Horningsham e Warminster, nel Wiltshire (Inghilterra sud-occidentale), e realizzato tra il 1567/1568 e il 1580. È la residenza della famiglia Thynne, marchesi di Bath.
L'edificio è classificato come palazzo di primo grado. Si tratta della prima residenza nobiliare del Regno Unito ad aver aperto le proprie porte al pubblico.

## Storia
La tenuta di Longleat, dove in origine sorgeva un priorato agostiniano, venne acquistata da Sir John Thynne nel 1541.
Dopo la distruzione dell'edificio religioso a causa di un incendio, verificatosi nel 1567, Thynne commissionò agli architetti Robert Smythson e Allan Maynard la realizzazione di una residenza di campagna. Nel 1572 venne realizzata la facciata, mentre i lavori vennero completati nel 1580.
Nel corso del XVIII secolo, furono realizzati i giardini ad opera di Capability Brown.
In seguito, tra il 1801 e il 1811, venne intrapresa dall'architetto Jeffry Wyatville un'opera di ampliamento su commissione del secondo marchese di Bath. In seguito, negli anni settanta del XIX secolo, il quarto marchese di Bath incaricò J.D. Crace di ridecorare gli interni in stile italiano.
Nel corso della prima guerra mondiale, l'edificio venne adibito ad ospedale e nel corso della seconda guerra mondiale, ad edificio scolastico.
Alla fine degli anni quaranta, Longleat House venne aperta per la prima volta al pubblico. In seguito, nel corso degli anni sessanta, venne realizzato all'interno della tenuta il primo safari in un continente diverso da quello africano.

## Architettura
Il palazzo è circondato da un parco della superficie di 900 acri. L'edificio è a tre piani e la facciata presenta caratteristiche tipiche del Rinascimento italiano.
Nel parco attorno alla villa si trovano un labirinto (il più grande della Gran Bretagna), una ferrovia in miniatura, dei giardini con farfalle, ecc.
Gli interni sono decorati da dipinti di Jon Wooton e da ritratti di membri della famiglia Thynne.  Nell'edificio sono inoltre conservati circa 40.000 volumi, 5.000 dei quali trovano posto nella Red Library.
Tra gli altri punti d'interesse degli interni, figurano la State Drawing Room, decorata con dipinti di Mainardi e Tiziano, il Saloon con un camino che ricorda quello del Palazzo Ducale di Venezia, ecc.

## Nella cultura di massa
Longleat è stata la location di vari film per il cinema o per la televisione quali I diavoli n. 2 (Blue Blood, 1973), Barry Lyndon di Stanley Kubrick (1975), Carlo e Diana - Una storia d'amore (1982), Scandal - Il caso Profumo (1989), Il missionario (The Missionary, 1982), Duca si nasce! (Splitting Heirs), con Catherine Zeta-Jones (1993), Mohabbatein (2000), ecc.
Del palazzo è stata inoltre realizzato un modellino in scala nel parco Mini-Europe a Bruxelles.